# سید محمد صدر
سید محمد صدر (۳ فروردین ۱۳۲۲ – ۲۹ بهمن ۱۳۷۷) مرجع تقلید شیعه، پسرعموی سید محمدباقر صدر، پدر مقتدی صدر و رئیس حوزه علمیه نجف و از احیاکنندگان نماز جمعه در عراق بود. مواضع سیاسی او ضد حکومت بعث عراق و هدایت جبههٔ تشیع برای اهداف اسلامی و زمینه‌سازی برای تشکیل حکومتی اسلامی در عراق مشکلاتی را برای وی پدید آورد، تا سرانجام در بهمن ۱۳۷۷ در جریان یک سوءقصد همراه با دو تن از پسرانش ترور شد. تألیفات بسیاری از او به جا مانده است که موسوعة الامام مهدی از جملهٔ معروف‌ترین آن‌هاست.

## تبار و خانواده
وی از خاندان صدر که از خاندان‌های مشهور مذهبی در ایران و عراق و لبنان بوده‌اند، است که سلسله‌شان به سید صدرالدین محمد می‌رسد. نسب این خاندان با اسنادی بسیار صحیح به موسی کاظم، امام هفتم شیعیان می‌رسد. از دیگر افراد برجستهٔ این خاندن می‌توان به سید صدرالدین صدر، سید موسی صدر، سید محمدباقر صدر و عبدالحسین شرف‌الدین عاملی اشاره کرد.
سید محمدصادق صدر، پدر سید محمد از روحانیون وقت بود. جد مادری او نیز آیت‌الله‌العظمی محمدرضا آل یاسین بود. سید محمدباقر صدر پسرعموی او بود.
سید محمد صدر در جوانی با دخترعمویش ازدواج کرد که حاصل این ازدواج دو دختر و چهار پسر بود. همه پسران او روحانی بوده و سه تن از پسرانش داماد سید محمد باقر صدر بوده‌اند. مصطفی و مؤمل، دو تن از پسرانش در جریان سوء قصد به جان پدرشان، در سال ۱۳۷۷ همراه با وی ترور شدند. مقتدی و مرتضی دو پسر دیگرش هستند.

## زندگی
در ۳ فروردین ۱۳۲۲ (۱۷ ربیع‌الاول ۱۳۶۲) زاده شد. داستان تولد و نامگذاری او اینگونه آمده است که مادرش باردار نمی‌شد، برای استجابت حاجت به مکه سفر می‌کند و در راه نذر می‌کند که اگر دارای پسری شود او را محمد بنامد، تا اینکه فرزندش در ۱۷ ربیع‌الاول همزمان با زادروز پیامبر اسلام زاده می‌شود و مادرش نیز به نذرش وفا می‌کند و او را محمد می‌نامد.

### تحصیلات
سید محمد دوران کودکی را زیر نظر جد مادری‌اش محمدرضا آل یاسین می‌گذراند و از تعلیم و تربیت پدرش سید محمدصادق صدر بهره‌مند می‌شود و با علوم مذهبی آشنا می‌شود. در یازده‌سالگی به حوزه علمیه نجف وارد می‌شود و دروس مقدمات را زیر نظر پدرش سید محمد صادق صدر، سید طالب رفاعی، حسن طراد عاملی، سید محمدتقی حکیم و محمدتقی ایروانی می‌گذارند.
با پایان تحصیل مقدمات، در سال ۱۳۳۸ خورشیدی (۱۳۷۹ قمری) با ورود به دانشکدهٔ فقه نجف به فراگیری کلیات فقه پرداخت. استادان او در این دوره محمدرضا مظفر، استاد فلسفه، سید محمدتقی حکیم، استاد اصول و فقه مقارن، محمدتقی ایروانی، استاد فقه استدلالی، سید عبد الوهاب کربلایی، استاد زبان انگلیسی، حاتم کعبی، استاد روان‌شناسی و فاضل حسین، استاد تاریخ بودند. وی در دانشکده از دانشجویان موفق بود و سرانجام در ۱۳۸۳ (قمری) از دانشکده فارغ‌التحصیل شد.
سپس به حوزه علمیه نجف بازگشت و دروس حوزه را با فراگیری کفایه و مکاسب، در مقطع سطح ادامه داد. وی کتاب کفایة الأصول را نزد سید محمدباقر صدر (پسرعمویش) و کتاب مکاسب را نزد سید محمدتقی حکیم و بقیه آن را نزد صدرا باکوبه‌ای آموخت.
سپس به فراگیری دروس خارج پرداخت. استادان او در این مقطع سید محمدباقر صدر (دورهٔ کامل اصول و کتاب طهارت در فقه)، سید ابوالقاسم خویی (دورهٔ کامل اصول و کتاب طهارت فقه)، روح‌الله خمینی (خارج فقه، بخش مکاسب)، و سید محسن حکیم (خارج فقه، بخش مضاربه) بودند.
آقابزرگ تهرانی، سید محمدصادق صدر (پدرش)، مرتضی آل یاسین، سید حسین خادم الشریعه (پسرعمویش)، سید عبدالرزاق مقرم، سید حسن خرسان، سید عبدالاعلی سبزواری و حسین علی محفوظ به او اجازهٔ روایت دادند.
در نهایت در سن ۳۴ سالگی در ۱۳۲۹ ش و (۱۳۶۹ قمری) از سید محمد باقر صدر و سید ابوالقاسم خویی اجازه اجتهاد کسب کرد.

### تدریس
شماری از طلاب حوزه علمیهٔ نجف در سال ۱۳۲۹ (۱۳۶۹ قمری) از وی درخواست می‌کنند تا تدریس خارج فقه و اصول را آغاز کند. وی آموزش درس استدلالی خارج فقه را بر پایهٔ باب طهارت کتاب المختصر المنافع آغاز کرد تا اینکه در سال ۱۳۶۸ (۱۴۱۰ قمری) دور جدیدی از درس خارج را آغاز نمود که تا پایان زندگی‌اش ادامه یافت. خارج فقه وی هماهنگ با کتاب شرایع الاسلام محقق حلی و خارج اصول او بر پایهٔ کتاب کفایة الأصول بود.
همچنین جلسات تفسیر قرآن وی در روزهای پنجشنبه و جمعه هر هفته و روزهای تعطیل حوزه جریان داشت. وی در جلسات تفسیر خود جسورانه آرای مفسران گذشته را نقد می‌کرد. روش تفسیر او اینگونه بود که نخست سوالات مرتبط با سوره یا آیه را عنوان می‌کرد و بعد به پاسخ آن‌ها می‌پرداخت. از دیگر ویژگی‌های تفسیر او این بود که برخلاف عمدهٔ مفسران که تفسیر را از ابتدای قرآن آغاز می‌کنند، وی تفسیر را از آخر آغاز می‌کرد. وی در این رابطه گفته است: «عادت مفسرین این است که از ابتدای قرآن شروع به تفسیر می‌کنند و پیرامون سوره‌های ابتدایی قرآن، بسیار توضیح می‌دهند؛ اما وقتی به نصف یا آخر قرآن می‌رسند، توضیحات مختصر شده و شنونده را به مطالب قبلی ارجاع می‌دهند.»
در خصوص ویژگی‌های عرفانی-اخلاقی او، توجه وی به تهذیب نفس و سیروسلوک معنوی و تقید وی به نماز شب بیان شده است.

## آثار
آثار چاپی و خطی زیر از اوست:

### آثار چاپی
- نظرات الاسلامیة فی اعلان حقوق الانسان[۵]
- القانون الاسلامی، وجوده، صعوباته، منهجه[۶]
- أشعة من عقاید الاسلام
- فلسفة الحج و مصالحه فی الاسلام
- موسوعة الامام مهدی
- ماوراءالفقه[۷]
- فقه الاخلاق
- أضواء علی ثورة الحسین [۸]
- منة المنان فی الدفاع عن القرآن[۹]
- بحوث کثیرة حول الکذب
- بحوث کثیرة حول الرجعة
- بحوث کثیرة حول البداء
- الصراط القویم، رساله عملیه[۱۰]
- فقه فضا، سید محمد صدر، ناشر: محبین، ۱۳۸۸

### آثار خطی
- دورة الکاملة فی علم الاصول[۱۱]
- دورة الکاملة فی علم الاصول[۱۲]
- مباحث من کتاب الطهارة[۱۳]
- مباحث من کتاب الطهارة[۱۴]
- بحث المکاسب الاستدلالی[۱۵]
- اللمعة فی احکام صلاة الجمعة
- منهج الاصول
- شذرات من فلسفة الامام الحسین
- فقه الطب
- فقه العشایر[۱۶]
- مسائل فی حرمة الغنا
- صلاة اللیل

## بازداشت‌ها و زندان
به دلیل روحیهٔ انقلابی و نیز قرابت نسبی و سببی به سید محمدباقر صدر، رژیم بعث عراق وی را بارها دستگیر و زندانی کرد. بار نخست، در سال ۱۳۵۱ خورشیدی دستگیر و زندانی شد. در سال ۱۳۵۳ خورشیدی به همراه ۱۵۰ تن از شاگردان سید محمدباقر صدر و اعضای حزب الدعوة الاسلامیه برای بار دوم زندانی شد که این بار به شدت مورد اذیت و آزار قرار گرفت. بار سوم هم در سال ۱۳۷۰ خورشیدی و بعد از انتفاضه شعبانیه بود که به دلیل فعالیت‌های فرهنگی و سخنرانی‌هایش ضد رژیم بعث همراه با ۱۰۶ تن دیگر از انقلابیون دستگیر شد و به زندان رفت.

## مرجعیت
و از آنجا که با آزادی از زندان دیگر به مسائل سیاسی وارد نشد و گوشه‌گیری اختیار کرد، رژیم عراق نیز وی را به عنوان مرجع رسمی شیعیان عراق معرفی کرد و اداره حوزه علمیه نجف را به او واگذار کرد. پذیرش مرجعیت توسط وی، موجی از اعتراض‌ها را در پی داشت و او را به دلیل این کار سرزنش می‌کردند و حتی برخی او را به وابستگی با حکومت عراق متهم کردند. محمد صدر به دلیل این اتهامات سختی‌های بسیاری را متحمل شد. دانشنامهٔ نیکان دربارهٔ انگیزهٔ او از پذیرش مرجعیت چنین نوشته است: «هدف وی از قبول مرجعیت مشروعیت بخشیدن به نظام حاکم عراق نبود بلکه می‌خواست از آن در راه رهبری مردم، اداره حوزه علمیه و کمک به فقرا و نیازمندان استفاده کند. وی خطر انحطاط مردم و خطر ضعیف شدن حوزه علمیه را احساس کرده بود، به این سبب این منصب را به انگیزه دفاع از اسلام و مسلمانان پذیرفت… همچنین شهادت وی توسط رژیم بعث عراق، برای همگان ثابت می‌کند که او با حکومت بعث هماهنگ نبوده [است].»

## مواضع و اقدامات سیاسی ـ مذهبی
از اقدامات برجستهٔ او احیای سنت نماز جمعه پس از صده‌ها فراموشی بود. او هر هفته در مسجد بزرگ کوفه ایراد خطبه می‌کرد و نماز جمعه را اقامه می‌کرد، که این عمل باعث شد تا در شهرهای دیگر عراق هم نماز جمعه برگزار شود تا اینکه دیگر کم‌کم در ۸۶ شهر خرد و کلان عراق توسط نمایندگان او نماز جمعه برپا شد. اقدام او در اعزام بیش از ۸۰ روحانی به عنوان نماینده و امام جمعه به جای‌جای عراق نه‌تنها باعث برگزاری نماز جمعه در این شهرها شد بلکه باعث بالا رفتن آگاهی مردم این مناطق شد.
علی‌رغم اینکه حکومت عراق دعا برای سلامتی صدام در قنوت نماز جمعه را الزامی دانسته بود، محمد صدر هرگز برای سلامتی صدام دعا نکرد و حتی در فتوایی گفت «دعا برای هیچ بشری غیر از معصوم در نماز جایز نیست». همین‌طور اگر هنگامهٔ حضور مردم برای نماز شعاری به نفع صدام داده می‌شد، وی آن را با شعارهایی در حمایت از اسلام و حوزه جایگزین می‌کرد. همچنین وی در خطبه‌های نماز جمعه علیه کشورهای آمریکا، انگلستان و اسرائیل افشاگری می‌کرد.
از دیگر اقدامات او ایجاد دادگاه اسلامی در برابر دادگاه دولتی بود که به جای قانون مصوب دولت بر پایهٔ حکم شرع بود. همجنین چاپ و نشر مجله الهدی که به موضوعات سیاسی، اجتماعی و حوزوی می‌پرداخت از دیگر اقدامات او بود.
هدف او پیگیری حرکتی بود که توسط سید محمدباقر صدر به‌منظور تشکیل حکومت اسلامی آغاز شده بود. او اعتقاد داشت «اسلام همه را به تأسیس حکومت اسلامی در همه جوامع مسلمان دستور می‌دهد.»
وی از حامیان نظام جمهوری اسلامی ایران بود و بر وحدت اسلامی بسیار تأکید داشت. برای سید روح‌الله خمینی احترام خاصی قائل بود و دربارهٔ سید علی خامنه‌ای می‌گفت: «دولت ایران، دولت ولی فقیه و آیت‌الله خامنه‌ای ولی امر مسلمانان است.» او تشکیل دولتی چون دولت ایران در عراق را در سر داشت.

### رویارویی با حاکمیت عراق
برای ۱۵ شعبان ۱۴۱۹ ـ ۱۴ آذر ۱۳۷۷، زادروز امام زمان حجت بن الحسن، سید محمد صدر قصد داشت تا همراه با دیگر شیعیان و مریدان خود به منظور زیارت از نجف به کربلا برود، که به دلیل مخالفت حاکمیت بعث به دلیل تبدیل این حرکت به تظاهرات، سید محمد صدر دستور داد تا مردم برای حفظ جان هم که شده بازگردند. اما در جمعهٔ همان هفته در خطبه‌ای تاریخی رژیم صدام را خادم و نوکر اسرائیل خواند و اقدام صدام در بستن راه زائران را به اقدام متوکل عباسی، تشبیه کرد. او همچنین از علمایی که سکوت می‌کردند انتقاد کرد و سکوتشان را به «سکوت قبرها» تشبیه کرد.
در چهارشنبه ۲۵ آذر ۱۳۷۷ (۱۶ دسامبر ۱۹۹۸) آمریکا و انگلیس به دلیل کارشکنی‌های صدام در بازرسی سازمان ملل، طی عملیات روباه صحرا، ۴ روز تا شنبه ۱۹ دسامبر، کل عراق و بغداد بالخصوص کاخهای صدام و مراکز گارد جمهوری را بمباران و موشک‌باران شدید سهمگین کردند که بعد از عملیات جنگ خلیج فارس بی‌سابقه بود.
سید محمد صدر آن روزها در خطبه‌های بعدی نماز جمعه هم تند و صریح سخن گفت و از حکومت بعث انتقاد می‌کرد تا آنجا که خشم صدام را برانگیخته بود و از او خواسته شد تا از برپایی نماز جمعه خودداری کند، اما او ضمن رد این پیشنهاد گفت «بر من واجب است که تکلیفم را انجام دهم». او که برای آخرین نماز جمعه می‌رفت پارچهٔ سفیدی را به نشانهٔ کفن بر دوش خود آویخته بود و در حالی که از ترور نزدیکان و نمایندگانش به‌دست حزب بعث اندوهگین بود گفت: «من بارها گفته‌ام ترور هر کدام از مؤمنین مثل ترور من است؛ زیرا مؤمنین پیکر واحدی هستند که اگر به عضوی صدمه وارد شود، دیگر عضوها بی‌قرار می‌شوند.» بعد از آن دعایی خواند و به چهارده معصوم سلام داد و مسائلی را در خصوص قیام حسین بن علی و عزاداری درگذشتگان بیان کرد.

## ترور
در حالی که سید محمد صدر طبق عادت همیشگی برای شرکت در مجلس تعزیه و عزاداری در منطقهٔ البرانی شهر نجف در شب پنجشنبه ۲۹ بهمن ۱۳۷۷ (۲ ذی‌القعده ۱۴۱۹–۱۸ فوریه ۱۹۹۹) رفته بود، هنگام بازگشت در حالی که همراه با دو فرزندش مصطفی و مؤمل با خودرو راهی خانه بودند، در میانهٔ راه در نزدیکی میدان ثورة العشرین در ابتدای منطقه الحنانه، یک خودروی ژاپنی با توقف در مقابلشان و پیاده شدن چند جوان مسلح ناشناس، خودروی آن‌ها را به رگبار بستند که منجر به کشته شدن دو فرزندش و زخمی شدن او شد در این حال کادر اورژانس او روی تخت گذاشتند تا برای مداوا به مراکز درمانی برسانند که در این هنگام چند افسر حزب بعث از راه رسیدند و با اینکه عوامل اورژانس مانع آنها شدند ولی کاری واقع نشد و پس از ضرب و شتم آنان، افسر بعثی با شلیک دو گلوله سید محمد را ترور کرد و از آنجا متواری شدند. قرار بود خاکسپاری در روز ۳۰ بهمن (۳ ذی‌القعده) برگزار شود اما دولت عراق از برگزاری این مراسم ممانعت به عمل آورد. روزنامه کیهان به نقل از روزنامهٔ القبس کویت در خصوص عاملان این جنایت نوشته است: «این ترور توسط یک تیم وابسته به قصی فرزند کوچک صدام صورت گرفت و آنان پس از گلوله‌باران خودروی حامل محمد صدر و فرزندانش، پیکر آنان را به محل نامعلومی انتقال دادند.»